# Ридезель, Маннус

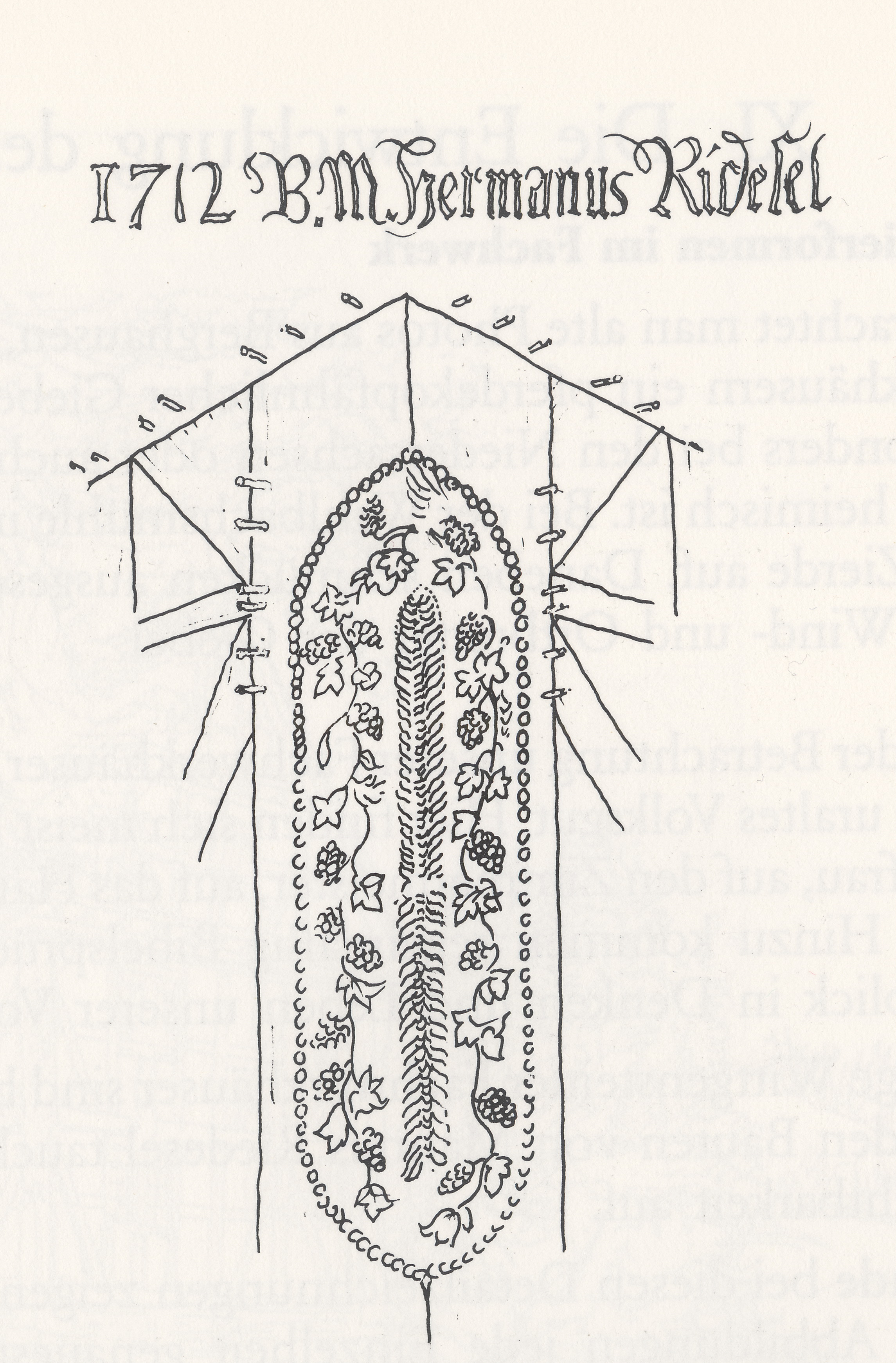
Рисунок Гельмута Рихтера, угловой столб усадьбы Хайнхоф в Пудербах (Бад-Ласфе), 1712 год.

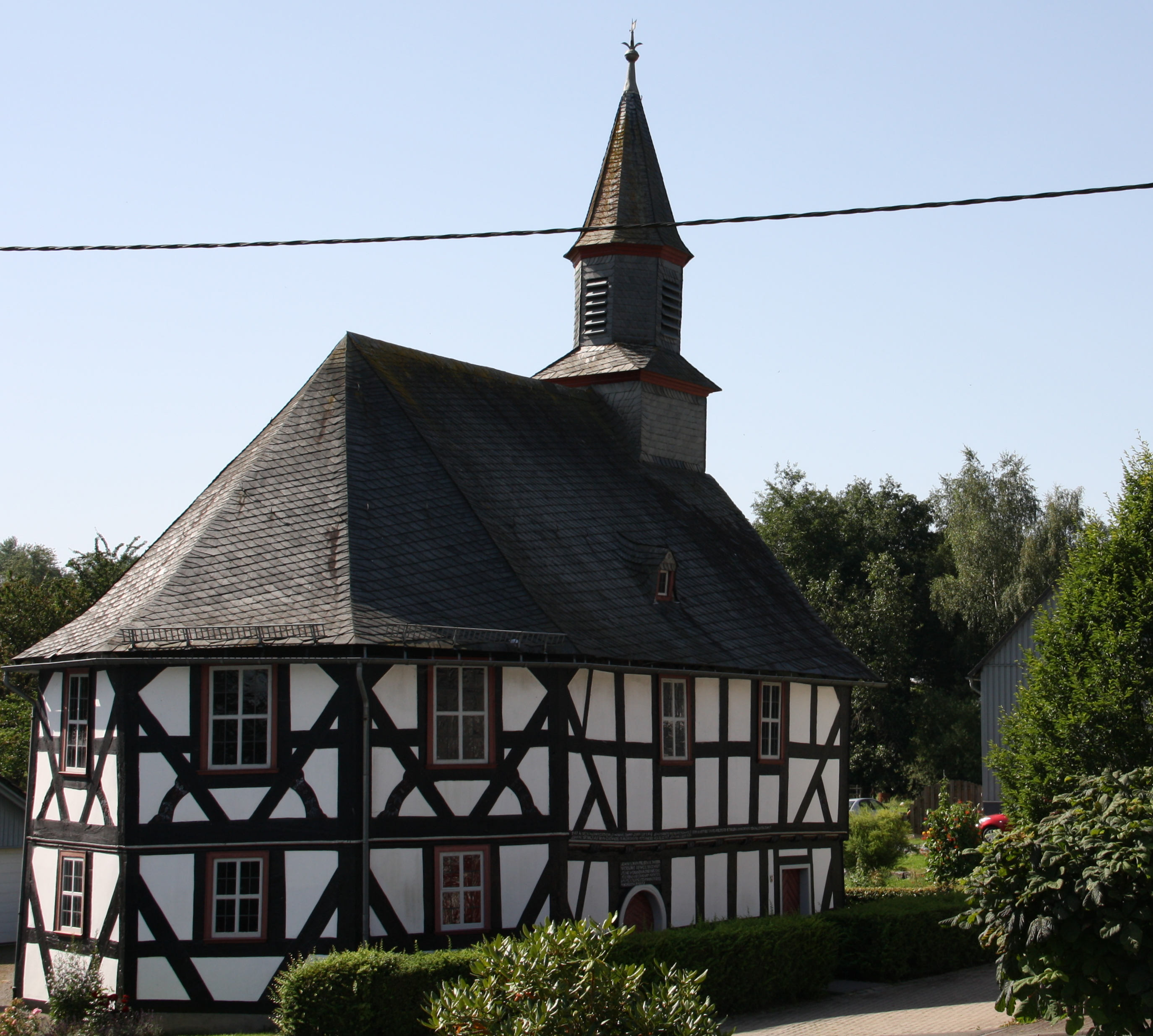
Часовня в Зассенхаузене (1703-1705

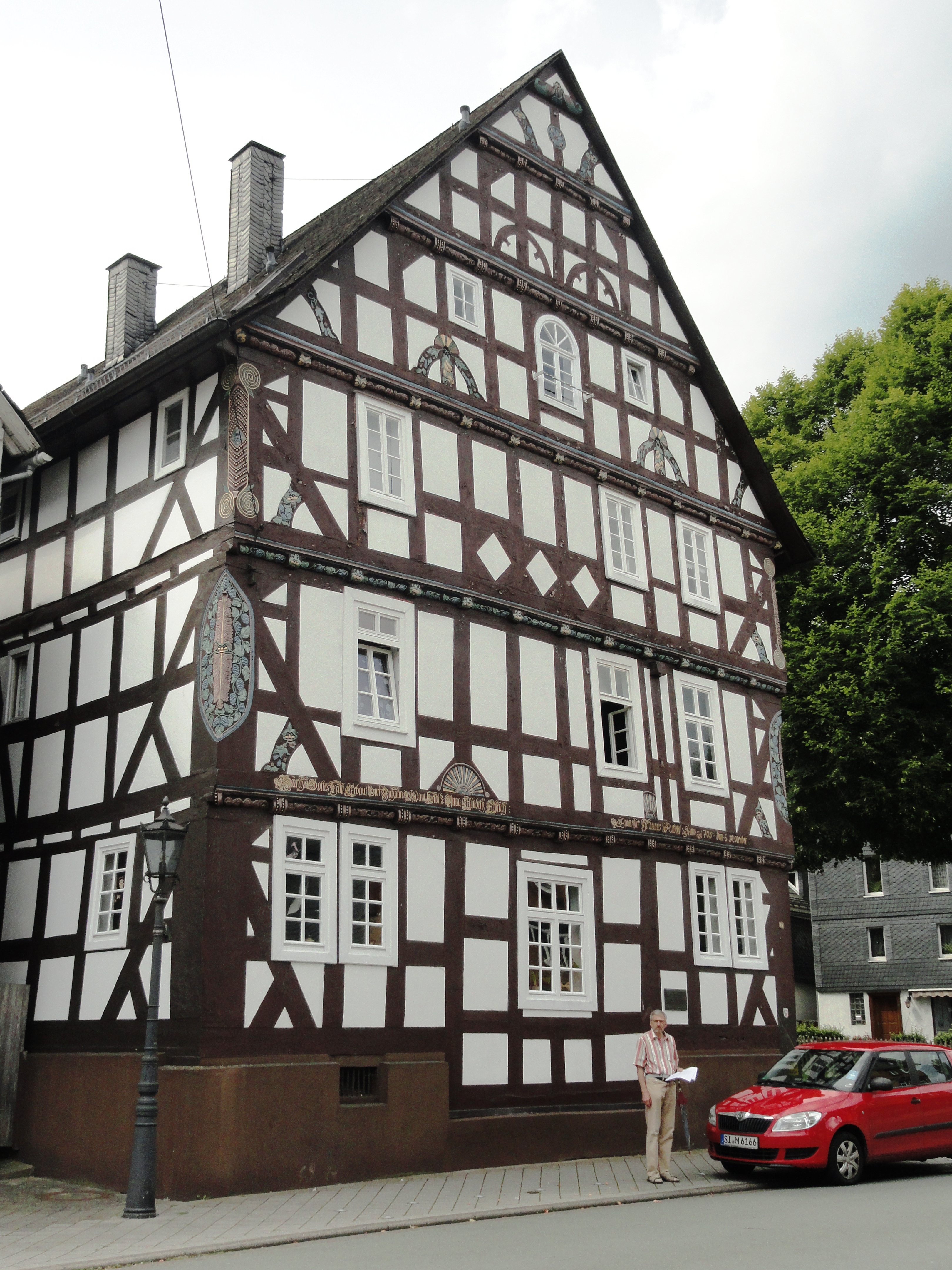
Дом на Кёнигштрассе в Бад-Ласфе (1705

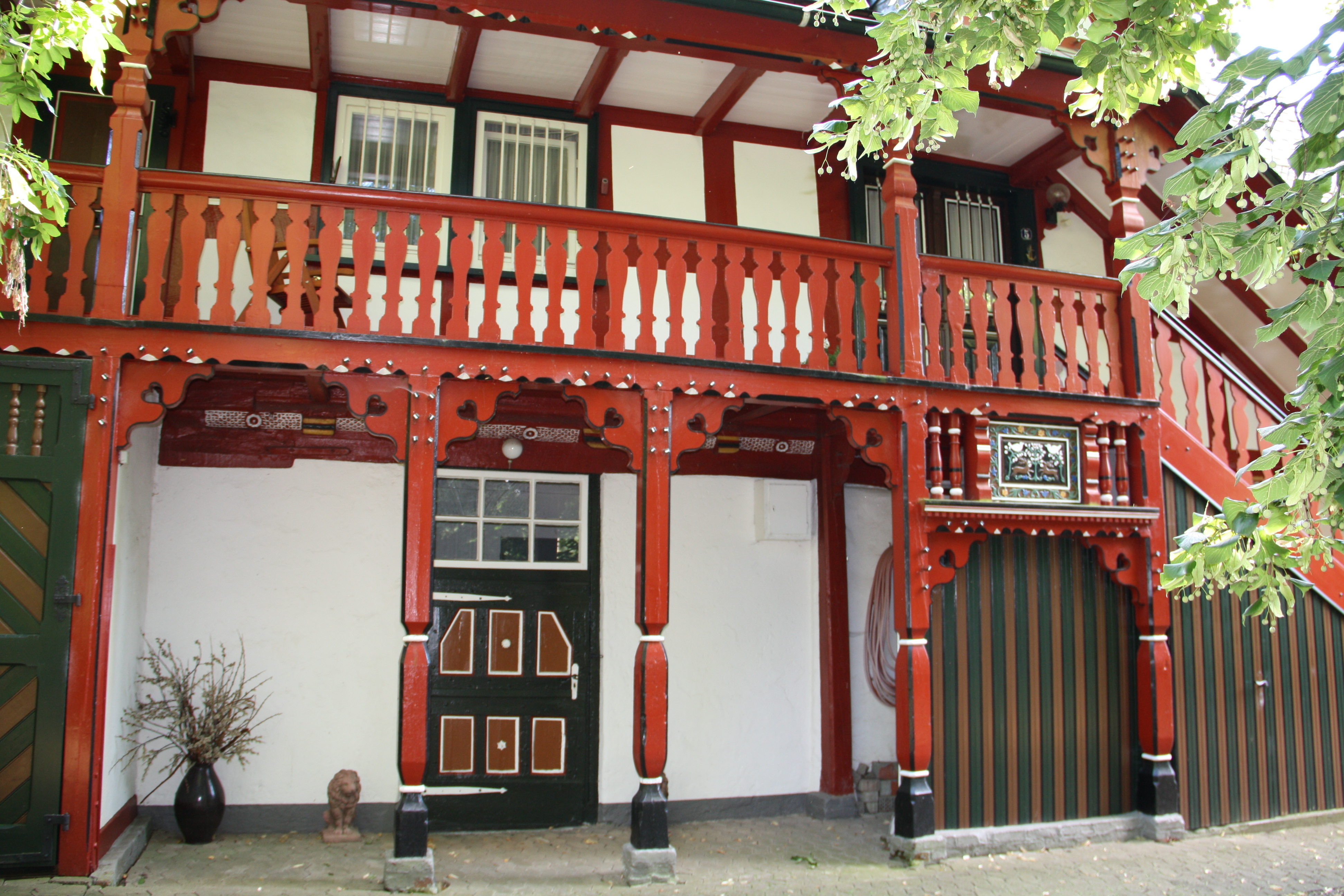
Людвигсбург, Бад-Берлебург

Маннус Ризедель (нем. Mannus Riedesel) (* 6 июня 1662 в Мельбахе (сейчас часть общины Эрндтебрюкк); † 4 ноября 1726 там же; похоронен 5 ноября 1726 года в Раумланде (Бад-Берлебург) — выдающийся немецкий плотник-строитель фахверковых зданий. В то время он жил в графстве Виттгенштайн и работал, в том числе, на прилегающих территориях, ныне являющихся частью района Зиген-Виттгенштайн земли Северный Рейн-Вестфалия Федеративной Республики Германия. Известно, что существуют по крайней мере десять сооружённых им построек, которые считаются жемчужинами фахверкового строительства.

## Биография
Маннус Ридезель родился в семье, проживавшей в Мельбахе с 1618 года (а вероятно, и раньше) (см. Ридезель). Его родителями были Хайрих и Гертруда (Диккель) Ридезель. Он стал первым ребёнком из пяти.
Написание его имени варьируется. Он был внесён в книгу крещения 6 июня 1662 года под буквой «J» как Иоганн Маннус, сын Генриха Райттезеля. Но встречаются также имена Герман или Герман Маннес, наиболее распространенное из которых — просто Маннус. В 1702 году он сам выбрал для своего имени написание Манес Риттесзель (Manes Rittessel), которая находится на деревянной балке здания его усадьбы в Мельбахе.
Ридезель был дважды женат и имел пятерых детей. В первый раз он женился в 1687 году на Анне Урсуле Шпис, от которой у него было как минимум двое детей. После её смерти он снова женился на Анне Катерине Грунд в 1693 году, и у них родилось трое детей. Ридезель был грамотным и много путешествовал, будучи подданным графов Сайн-Витгенштейнов.

## Особенности творчества
Ридезель в своей работе использовал множество фигур, но отдавал предпочтение винограду и виноградным лозам как символам плодородия. Лица, похожие на людей и горгулий, украшают различные постройки. Они вырезаны в дереве, как и надписи. Имя Маннуса Ридезеля обнаружено на некоторых, но не на всех, сохранившихся его зданиях и в различных вариантах написания. Сегодня надписи и другие орнаменты ярко окрашены.
Самыми известными сохранившимися зданиями Ридезелy являются Штольц-Хаус (Stoltz'sche Haus) на Кёнигсштрассе в Бад-Ласфе (1705 г.), протестантская часовня в Зассенхаузене(1703/05 г.) и Людвигсбург в Бад-Берлебурге (1724 г.). Большинство сохранившихся зданий Ридезеля были перерисованы художником Гельмутом Рихтером и опубликованы в различных краеведческих изданиях региона Виттгенштайн.

## Известные работы
- Фахверковый этаж замка Хильхенбах, 1691.
- Собственный сарай в Мельбахе, 1702.
- Часовня в Зассенхаузене, 1703/05.
- Пасторский дом в Вингесхаузене, около 1703-1705.[6]
- Штольц-Хаус на Кёнигштрассе в Бад-Ласфе, 1705.
- 1-е здание Людвигсбурга в Бад-Берлебурге, 1707–1709.
- Оранжерея (апельсиновый домик) в княжеском саду в замке Зиген, 1708.
- Бергхойзерский мост (домовой мост) в Раденбахе, 1709[7].
- Дом Гребе в Бад-Ласфе, Кёнигсштрассе, 64, 1709.
- Усадьба Бамбах, 1711.
- Усадьба Хайнхоф в Пудербахе[8], 1712.
- 2-е здание Людвигсбурга, 1724.
- Дом на Паркштрассе, 5 в Бад-Берлебурге, 1725.
- Лисий дом в Вундертхаузене, 1726.